# Evangelisch-reformierte Kirche Pivitsheide

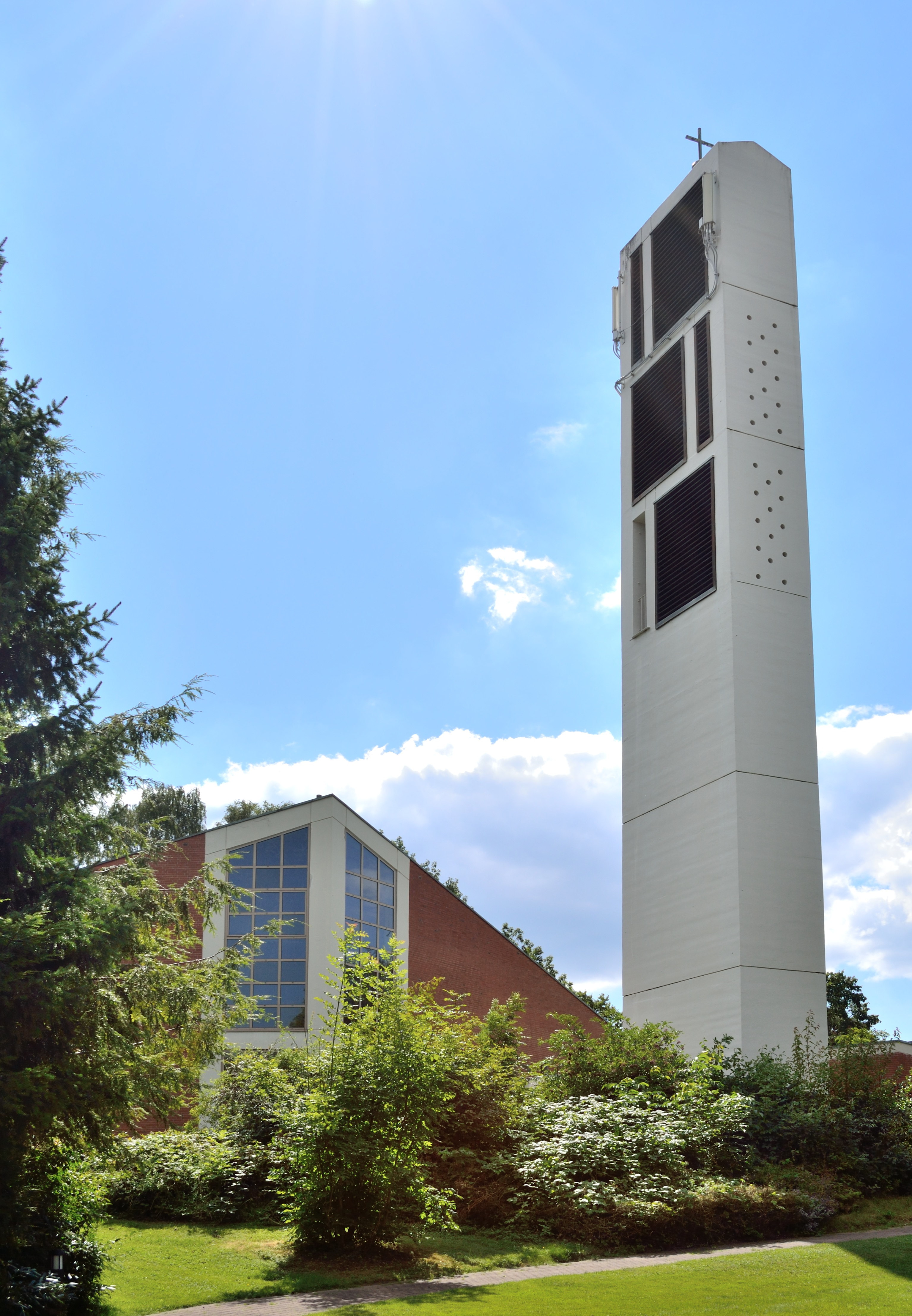
Nordseite der Kirche

Die Evangelisch-reformierte Kirche Pivitsheide ist eine Kirche im Detmolder Ortsteil Pivitsheide V. L. und Teil der evangelisch-reformierten Klasse Süd in der Lippischen Landeskirche.

## Geschichte
Bis 1942 bestanden in Pivitsheide zwei getrennte evangelische Gemeinden, die zu Stapelage gehörende Kirchengemeinde in Pivitsheide V. L. und die Heiden zugehörige in Pivitsheide V. H. Die vereinigte Reformierte Kirchengemeinde Pivitsheide entstand nach einem Beschluss von Kirchenvorständen und Vertretern der Landessynode in den Jahren 1941/42. Erst am 16. Dezember 1945 wurde die Pfarrstelle mit dem Hölsener Pastor August Wehmeier besetzt. 
In den ersten Jahren diente das 1928 durch Stapelage erbaute Gemeindehaus als Kirche der neugegründeten Gemeinde. Der Bau eines neuen Gotteshauses für die mittlerweile deutlich gewachsene Gemeinde wurde in den 1960er Jahren beschlossen, als Standort einigte man sich auf den geografischen Mittelpunkt der beiden Ortschaften. Als Architekt konnte man Diez Brandi gewinnen, der zuvor bereits die lutherische Kirche in Hiddesen konzipiert hatte. Die Grundsteinlegung erfolgte am 25. April 1965 unter der Bauaufsicht des Detmolder Architekten Hesse. Nach rund 1½-jähriger Bauzeit konnte die Kirche am 27. November 1966 eingeweiht werden. Die Baukosten betrugen rund 740.000 DM.

## Architektur und Ausstattung
Das Gebäudeensemble besteht aus der sechseckigen Kirche, dem quadratischen Gemeindesaal und einem freistehenden Glockenturm. Kirche und Gemeindesaal sind durch einen seit 1978 überdachten Innenhof miteinander verbunden. Beide Gebäude bestehen aus einem mit Ziegeln ausgemauerten Stahlbetonskelett. Außen sind die Ziegel mit roten Klinkern verkleidet, im Inneren hell gestrichen. Die Dächer sind mit Kupferblechen eingedeckt.
Der Glockenturm aus Sichtbeton, der ursprünglich an anderer Stelle errichtet werden sollte, was aufgrund der Bodenbeschaffenheit aber nicht möglich war, enthält vier Glocken, darunter zwei aus der Vorgängerkirche.
Der Kirchenraum für rund 180 Personen ist mit Steinfliesen ausgelegt. Altar und Kanzel stehen auf einem niedrigen Holzpodest, an der Wand dahinter hängt ein großes Holzkreuz. Sitzbänke und die Decke bestehen ebenfalls aus Holz. Die 1969 angeschaffte Orgel der Firma Emil Hammer Orgelbau steht auf einer Empore gegenüber dem Altar. Das aus Naturstein gefertigte Taufbecken befindet sich vor dem Altarpodest.